# Smilna, Drohobîci
Smilna (în ucraineană Смільна) este localitatea de reședință a comunei Smilna din raionul Drohobîci, regiunea Liov, Ucraina.

## Demografie
Componența lingvistică a localității Smilna
     Ucraineană (100%)
Conform recensământului din 2001, toată populația localității Smilna era vorbitoare de ucraineană (100%).